# Vinto
Vinto, ou Wintu en aymara, est une localité et une municipalité du département de Cochabamba en Bolivie, située dans la province de Quillacollo. La population de la municipalité s'élève à 55 773 habitants en 2024.
Depuis 2023, une station de la ligne verte du train métropolitain de Cochabamba dessert la ville.

## Démographie
La population de Vinto est à distinguer selon qu'elle concerne la municipalité ou la localité, cette dernière n'étant que le centre urbain de la municipalité. Le tableau suivant répertorie les données recueillies lors des recensements de la population boliviens.
| Année | Localité | Municipalité |
| ----- | -------- | ------------ |
| 1992  | 9 493    | 21 448       |
| 2001  | 14 180   | 31 489       |
| 2012  | 40 786   | 51 869       |
| 2024  | –        | 55 773       |